# Якубовский, Ян Зыгмунт
Ян Зы́гмунт Якубо́вский (пол. Jan Zygmunt Jakubowski; 23 июня 1909, Плоцк — 11 октября 1975, Варшава) — польский литературовед и литературный критик.

## Биография
Окончил филологический факультет Варшавского университета (1934). Работал учителем. Во время Второй мировой войны работал в подпольной системе образования (1940—1942). Узник концентрационных лагерей в Освенциме и Бухенвальде (1942—1945).
Подготовил докторскую диссертацию «Станислав Виткевич — писатель» (1946). Профессор Варшавского университета с 1954. Главный редактор журнала «Przegląd Humanistyczny» («Гуманитарное обозрение») с 1957. В 1965—1972 главный редактор журнала Poezja («Поэзия»). Директор Института полонистики Варшавского университета (1968—1974).

## Научная деятельность
Автор монографии «Z dziejów naturalizmu w Polsce» («Из истории натурализма в Польше»; 1951), книг о творчестве польских писателей (Стефан Жеромский, Адольф Дыгасиньский, Владислав Броневский). Подготовил издания собраний сочинений И. В. Гёте, С. Виткевича, Ц. К. Норвида.